# Estación Samborombón
Samborombón es una estación de ferrocarril ubicada en el Partido de Brandsen, provincia de Buenos Aires, Argentina.

## Servicios

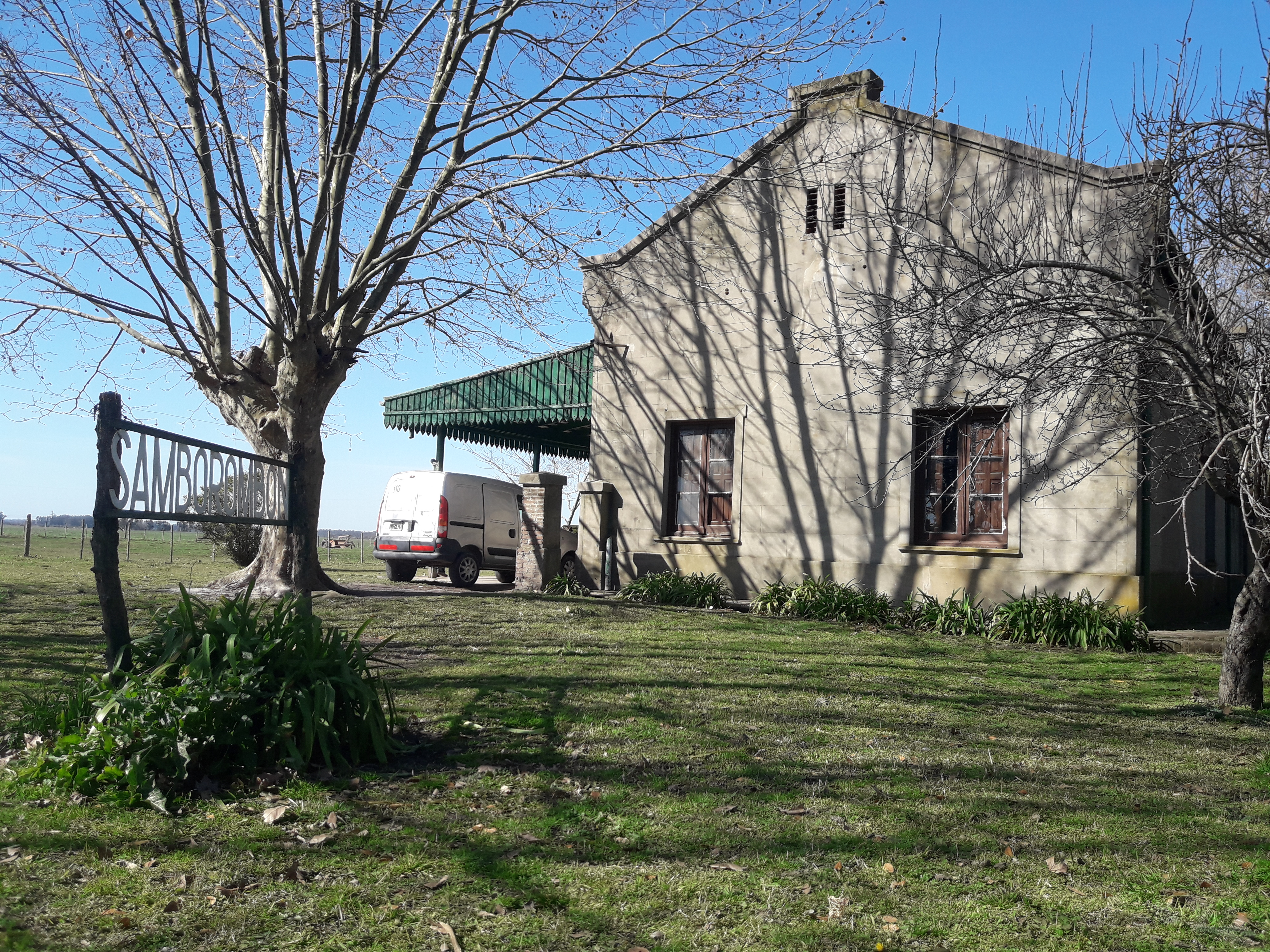
Estación Samborombón vista desde el noreste

La estación originalmente perteneció al Ferrocarril Provincial de Buenos Aires y luego de la estatización, al Ferrocarril General Belgrano. Brindaba servicios interurbanos y también de carga entre las estaciones La Plata, Mira Pampa, Loma Negra y Azul. La línea fue clausurada en 1961 por el gobierno del doctor Frondizi, rehabilitada para cargas por el gobierno de Illia y vuelta a clausurar en 1968 por Ongania siendo responsable de FFCC Argentinos el general Demarchi, hasta que finalmente sería levantada en 1978.

La estación recibía el código 8909 y pertenecía al ramal P del Ferrocarril General Belgrano.